# Ivan Kolev (fotbalista)
Ivan Petkov Kolev, bulharsky Иван Петков Колев (* 1. listopad 1930, Sofie – 1. červenec 2005, Sofie) byl bulharský fotbalista. Hrával na pozici útočníka.
V dresu bulharské reprezentace hrál na dvou světových šampionátech, mistrovství v Chile roku 1962 a mistrovství v Anglii roku 1966. Hrál též na olympijských hrách v Melbourne roku 1956, kde s bulharským olympijským výběrem vybojoval bronzovou medaili. Celkem za národní tým odehrál 75 utkání a vstřelil 25 gólů.
18 sezón (1949-1967) strávil v klubu CSKA Sofia. Získal s ním jedenáct mistrovských titulů a pět bulharských pohárů.
Roku 1962 byl vyhlášen bulharských fotbalistou roku. Byl prvním Bulharem, který se prosadil v anketě o nejlepšího fotbalistu Evropy Zlatý míč. Objevil se v ní čtyřikrát, roku 1956 skončil devátý, roku 1959 třináctý, roku 1960 šestnáctý a v roce 1958 devatenáctý.